# Oxytrigona ignis
Oxytrigona ignis là một loài Hymenoptera trong họ Apidae. Loài này được Camargo mô tả khoa học năm 1984.